# Sint-Lambertuskerk (Blerick)

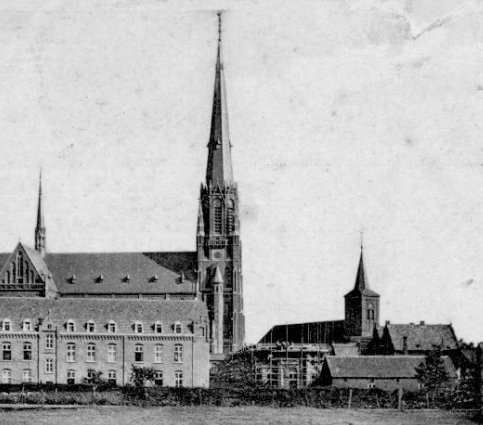
Rechts de middeleeuwse Lambertuskerk, links de Antoniuskerk uit 1900.

De Sint-Lambertuskerk is een neogotische kerk in de Blerickse wijk Smeliënkamp, in de gemeente Venlo. Het is een voormalige parochiekerk.

## Ontstaansgeschiedenis
De keuze voor de heilige Lambertus voor deze kerk in de jaren 1930 had te maken met een belofte van bisschop Boermans, bisschop van Roermond, in 1899. Sinds de middeleeuwen stond in Blerick op de Maasoever een parochiekerk toegewijd aan deze heilige uit het Maasland. Met de inzegening van de Antonius van Paduakerk in 1900  en de sloop van de oude Sint-Lambertuskerk verdween de naam Lambertus uit Blerick. Boermans beloofde dat de naam Lambertus zou terugkeren bij de oprichting van een nieuwe parochie in Blerick.
Door een toename in de bevolking richtte bisschop Schrijnen in 1927 een kapelanie van de Sint-Antoniusparochie op. Het werd het rectoraat Sint-Lambertus. Een noodkerk naar ontwerp van A. Holten werd in gebruik genomen in 1928; de inzegening deed pastoor Rieter. Op Sint-Lambertusdag, 17 september 1932, werd het rectoraat een zelfstandige parochie door een besluit van bisschop Lemmens. 
De rector B. Diederen werd er de eerste pastoor. Deze trof voorbereidingen voor de bouw van een nieuwe kerk, de Sint-Lambertuskerk, waarvoor architect Jacq Grubben de tekeningen maakte. De eerstesteenlegging vond plaats op tweede paasdag, 2 april 1934, door deken Jules van Oppen, die op 16 december van datzelfde jaar de inzegening verrichtte. Op 6 juni 1935 werd de kerk door Lemmens geconsacreerd.

## Architectuur
De Sint-Lambertuskerk, gebouwd in moderne spitsboogstijl met neogotische vormgeving, werd gekenmerkt door eenvoud van lijn. Van binnen opgetrokken van lichtgele IJsselsteen en van buiten in baksteen, maakte ze indruk door de wijde overwelving en het lijnenspel van de ribben. De kerk is een driebeukige pseudo-basiliek van vijf traveeën met een aangebouwde klokkentoren en een versmald, rechtgesloten koor. De kerk heeft een axiaal bankenplan.

## Tweede Wereldoorlog
Op 28 oktober 1944 werd het kerkdak getroffen door geallieerde bommen die de Maasbrug probeerden te raken. Toen de Duitsers op 19 november tijdens hun terugtrekking torens in de streek dynamiteerden, ging ook deze tien jaar oude toren tegen de vlakte.  De kerk veranderde in een ruïne. Alleen de muren van de kerk bleven overeind.

## Wederopbouw
Na de oorlog diende gemeenschapshuis Ons Huis enige jaren als noodkerk. In die tijd werd met name door pastoor Lenaerts veel werk verzet om de Lambertuskerk te herbouwen. Hij preekte in vele kerken een groot geldbedrag bij elkaar zodat in oktober 1950 met het herstel kon worden begonnen. De aanneemsom voor de restauratie was 341.480 gulden. De kerk werd in grote lijnen herbouwd volgens de oorspronkelijke ontwerpen. Om de oude muur van het priesterkoor werd een nieuwe muur heen gebouwd. De oude muur (met raampjes, die uitkijken op de spouwmuur) is nog altijd aanwezig.
In de kerstnacht van 1950 werd in de Sint-Lambertuskerk voor het eerst weer een Heilige Mis opgedragen. Pastoor H. Janssen, die Lenaerts in 1958 opvolgde, maakte het werk van zijn voorganger af en zo geraakte in 1959/1960 de toren klaar.
In 2012 werd de kerk aan de eredienst onttrokken. Sinds 2017 doet het gebouw dienst als gezondheidscentrum.
1. ↑  https://resolver.kb.nl/resolve?urn=MMUBTB04:210826168:mpeg21:p00003